# Andrena villipes
Andrena villipes är en biart som beskrevs av Pérez 1895. Andrena villipes ingår i släktet sandbin, och familjen grävbin. Inga underarter finns listade i Catalogue of Life.